# Kułaki (wieś)
Kułaki – wieś w Polsce położona w województwie podlaskim, w powiecie wysokomazowieckim, w gminie Ciechanowiec.
W latach 1975–1998 miejscowość administracyjnie należała do województwa łomżyńskiego.
Wierni kościoła rzymskokatolickiego należą do parafii św. Doroty w Winnej Poświętnej.

## Historia
Pierwotnie Kołaki.
- Znani właściciele wsi
  - w roku 1439 zakupiona prawdopodobnie przez Paszkę Strumiłę jako część Winnej
  - wiek XVI – w posiadaniu Kiszków z Ciechanowca
  - w 2. połowie wieku XVII i 1. połowie XVIII w posiadaniu Jabłonowskich herbu Grzymała
  - 2. połowa w. XVIII – Przyjemscy
  - 2. połowa w. XIX – Świderscy
  - Włodkowie
  - po roku 1886 – Aptuchin, kurator okręgu warszawskiego
  - 1. połowa XX – ponownie Włodkowie[8]

W roku 1921:
- we wsi Kułaki znajdowało się 16 budynków mieszkalnych. Naliczono 82. osoby (42. mężczyzn i 40 kobiet). Wszyscy zadeklarowali narodowość polską i wyznanie rzymskokatolickie
- w folwarku Kułaki było 5 budynków z przeznaczeniem mieszkalnym i 70. mieszkańców (37 mężczyzn i 33 kobiety). Narodowość polską zadeklarowało 60 osób, a 10 inną[9]

## Obiekty zabytkowe
- drewniana kapliczka z rzeźbą św. Rocha z przełomu XIX/XX w.
- drewniana kapliczka z barokową rzeźbą św. Jana Nepomucena z połowy w. XVIII[8]. W roku 2000 na miejscu starej wzniesiono nową, z odnowioną figurą świętego[10].